# 川崎市立今井小学校
川崎市立今井小学校（かわさきしりつ いまいしょうがっこう）は、神奈川県川崎市中原区今井西町にある公立小学校。

## 沿革
出典
- 1958年（昭和33年）9月1日 - 川崎市立東住吉小学校から分離し、開校。
- 1959年（昭和34年） - 校章ができる。同年、開校式挙行。
- 1960年（昭和35年）
  - 3月 - 第1回卒業式挙行。
  - 時期不明 - 小杉地区が学区に編入。
- 1963年（昭和38年） - 校旗ができる。
- 1964年（昭和39年） - 校歌ができる。（作詞：小林純一、作曲：中田喜直[2]）
- 1968年（昭和43年） - 体育館ができる。
- 1969年（昭和44年） - 創立10周年記念式典挙行。
- 1975年（昭和50年） - プールができる。
- 1979年（昭和54年） - 創立20周年記念式典挙行。
- 1981年（昭和56年） - 校舎が増築され、図書室・家庭科室・視聴覚室ができる。
- 1989年（平成元年） - 創立30周年記念式典挙行。
- 1991年（平成3年） - 校舎が改築され、体育館の場所が変わり、プールが屋上にできる。
- 1999年（平成11年） - 創立40周年記念式典挙行。
- 2002年（平成14年） - わくわくプラザが完成する。
- 2008年（平成20年） - 創立50周年記念式典挙行。
- 2011年（平成23年） - 校舎が増築され、12教室増える。
- 2012年（平成24年） - わくわくプラザが新築される。
- 2020年（令和2年）　 - 校舎改修工事、wc改修工事が行われる
- 2021年（令和3年）2月21日 - 創立60周年記念歌『 「希望のみち」～夢にむかって～（作詞・作曲：60周年記念歌実行委員、編曲：音楽部会[3]）』が完成する。

## 学校教育目標
- 「やさしく 楽しく たくましく」

## 通学区域
出典
- 中原区
  - 今井上町（1番～8番、11番、12番）
  - 今井仲町（全域）
  - 今井西町（全域）

## 進学先中学校
公立中学校に進学する場合
出典
- 川崎市立今井中学校

## 学校周辺
- 今井小学校わくわくプラザ - 同一建物内
- 川崎市道今井5号線 - 校門が沿道にある川崎市道
- 社会福祉法人あすみ福祉会茶々いまい保育園 - 進学前保育園のひとつ。
- 川崎市立今井中学校 - 進学先中学校。
- JR東日本南武線 - 線路が通るだけで、駅は離れている。
- 東急テクノシステム - JR南武線をはさんだ位置にある。
- 今井さくら公園
- 法政大学総合グラウンド

## 交通
- JR南武線武蔵中原駅、徒歩12分
- JR南武線・東急東横線・目黒線武蔵小杉駅、徒歩12分
- JR横須賀線・湘南新宿ライン武蔵小杉駅、徒歩20分
- 川崎市営バス「鷺02」・「溝04」・「杉10」、東急バス「鷺02」・「杉09」・「杉06」の各系統で、「サントリー前」バス停下車後、徒歩4分